# Küssaberg
Küssaberg es un municipio alemán perteneciente al distrito de Waldshut, en el estado federado de Baden-Wurtemberg. Está ubicado en la orilla del Alto Rin 8 km al este de Waldshut-Tiengen. A Küssaberg pertenecen también las aldeas Bechtersbohl, Dangstetten, Kadelburg, Ettikon, Küßnach, Reckingen y Rheinheim. En 1967 un campamento militar romano fue descubierto en Dangstetten. En el museo de Küssaberg en el viejo ayuntamiento de Rheinheim se pueden ver hallazgos de este campamento. Por encima de Küssaberg se encuentra el castillo Küssaburg.

## Enlaces
- Wikimedia Commons alberga una categoría multimedia sobre Küssaberg.
- Sitio web de Küssaberg
- Museo Küssaberg